# Paul Röber

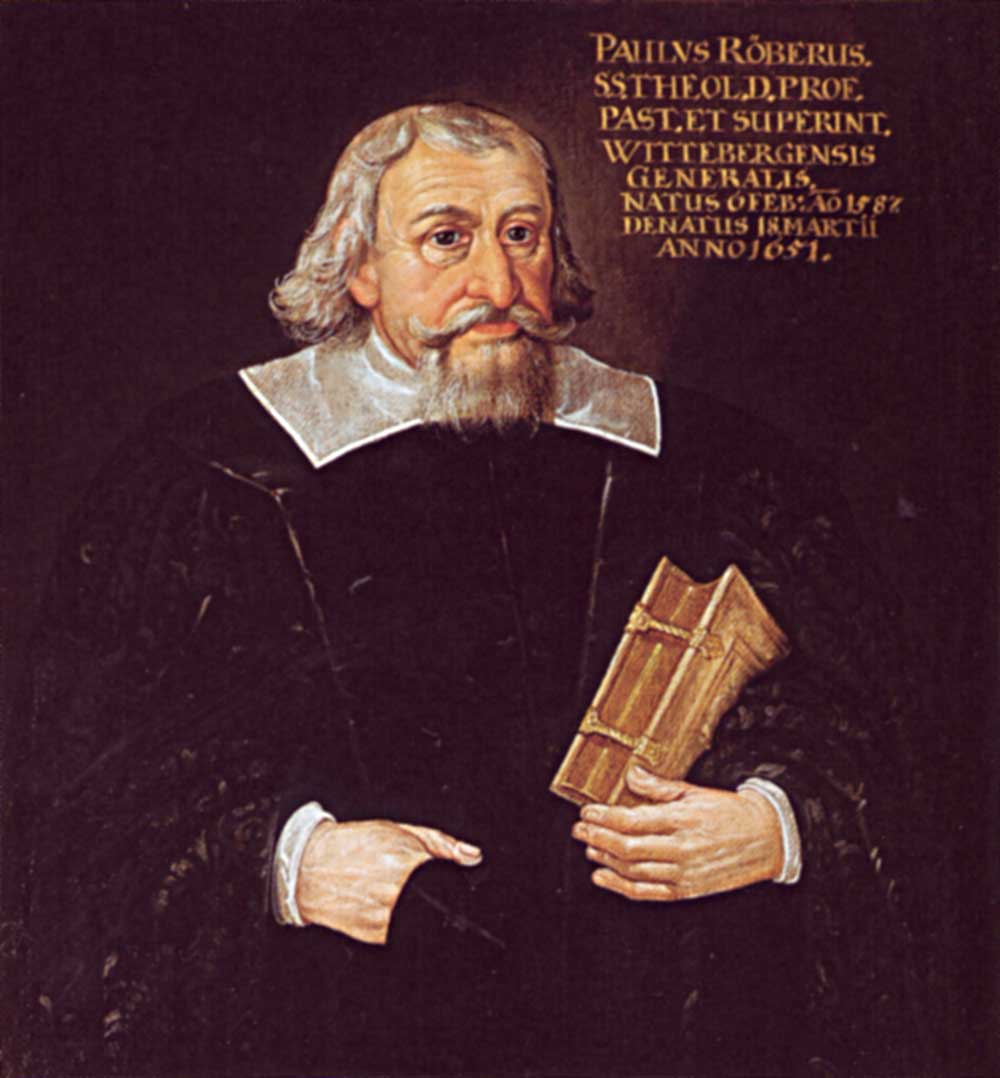
Paul Röber

Paul Röber (auch: Paul Roeber, Paulus Röberus; * 5. Februar 1587 in Wurzen; † 18. März 1651 in Wittenberg) war ein deutscher lutherischer Theologe.

## Leben
Röber wurde am 5. Februar 1587 um 18:30 Uhr als Sohn des Kürschners und Viertelsmeisters in Wurzen Martin Röber d. Ä. und seiner Frau Cristina († 1. Dezember 1611 in Halle (Saale)), Tochter des freiherrlichen schönburgischen Hofpredigers Paul Held, in Wurzen geboren. Paul erhielt den Sitten der damaligen Zeit entsprechend am darauf folgenden Tag seine Taufe. Nachdem er gemeinsam mit seinem Bruder Martin Röber die Stadtschule seiner Heimatstadt besucht hatte, ging er 1599 an die Fürstenschule Pforta, wo er unter dem Rektor Justin Bertuch die Hochschulreife erlangte. Daraufhin immatrikulierte er sich 1605 an der Universität Leipzig und wechselte am 23. Juni 1607 an die Universität Wittenberg. Dort hörte er an der philosophischen Fakultät bei Jacob Martini, beschäftigte sich aber auch mit der Theologie, wobei er bei Leonhard Hutter, Wolfgang Franz, Friedrich Balduin und Balthasar Meisner Vorlesungen beiwohnte.
Nachdem er unter dem Vorsitz von Adam Theodor Siber am 31. März 1612 den akademischen Grad eines Magisters an der philosophischen Fakultät erworben hatte, beschäftigte er sich mit Theologie und disputierte noch 1613 bei Ambrosius Rhode zum Thema De stella Magorum. Er wurde als Konrektor für das Gymnasium in Danzig empfohlen. Dieses Amt lehnte er ab und übernahm stattdessen 1613 das Archidiakonat an der St. Marienkirche in Halle (Saale). Dabei entfaltete er einen modernen Predigerstil, der ihn als einer der begabtesten Prediger der lutherischen Orthodoxie erscheinen lässt. Röber zog 1617 wieder nach Wittenberg. Er hatte am 24. Oktober 1617 den akademischen Grad eines Lizentiaten erworben und promovierte hier am 31. Oktober 1617, dem Jubiläum der Veröffentlichung der 95 Thesen Martin Luthers, zum Doktor der Theologie.
In Halle wurde ihm das Amt eines Hofpredigers des Administrators Christian Wilhelm von Brandenburg von Magdeburg übertragen. In dieser Funktion erlebte er als Pfarrer am Hallescher Dom die Ereignisse des Dreißigjährigen Krieges und die Rekatholisierungsversuche des Erzbistums Magdeburg. Er kommentierte diese auf der Kanzel pointenreich und verwies immer wieder darauf, dass die Lehre Luthers dazu geführt habe, dass die Ketzerei aus den Kirchen verbannt wurde und nun das wahre Wort gepredigt werden konnte. In jener Zeit beschäftigte er sich auch mit Astrologie und verwies darauf, dass die Vorhersagungen aus Sternen und Zahlen falsch seien. Am Lauf der Sterne könne man die lenkende Hand des Schöpfers erkennen und somit eine natürliche Gotteserkenntnis erlangen. Auch die gesellschaftlichen Missstände prangerte er an und verhehlte nicht seine Kritik an den Ständen.
Röber, dem Professuren an der Universität Rostock und an der Universität Straßburg angeboten wurden, blieb zunächst weiter in seiner Hallenser Stellung. Erst nach dem Tod von Balthasar Meisner kehrte er zum akademischen Leben zurück, wurde Professor an der theologischen Fakultät der Wittenberger Hochschule und übernahm damit verbunden die Propststelle an der Wittenberger Schlosskirche. Als dann auch noch in jenem Jahr Friedrich Balduin verstorben war, wechselte er als Oberpfarrer an die Stadtkirche und war damit Generalsuperintendent des sächsischen Kurkreises.
Röber hatte in Wittenberg einen starken Einfluss. Er war nicht nur als Prediger beliebt, sondern man schätzte ihn auch als Mann mit vielfältigen Begabungen. Damit erfasste er alle freien Künste mit seinem Geist und hatte alle philosophischen Ehrungen eines Dichters, Musikers, Mathematikers und in gleicher Weise den eines Historikers erreicht. Musik trieb er nicht nur selbst in seinem Hause fleißig, hielt die tägliche Andacht mit den Seinen unter Begleitung einer Handorgel und stimmte auf der Reise gerne aus voller Brust ein geistliches Lied an, sondern ermunterte auch die Studenten, morgens und abends Choräle zu singen. Seine Predigten, in denen Gefühl und Phantasie sich nicht ohne spielenden Redeschmuck und süßliche Wortformen mit emblematischer Themenfassung und Einstreuung von Liederversen offenbaren, verraten seine Verwandtschaft mit der dichterischen Richtung der Zeit. Einige seiner Lieder finden sich in den Gesangbüchern von Coburg aus den Jahren 1649 und 1655. Sein Kirchenlied O Tod o Tod, schreckliches Bild wurde von seinem bekanntesten Schüler Paul Gerhardt bearbeitet und als O Tod o Tod, du greuliches Bild neuverfasst.
In seinen theologischen Vorlesungen legte er vorwiegend die paulineschen Briefe, mit der Heranziehung der Parallelstellen des Alten Testaments aus. Den größten Ruhm fand Röber aber als Kanzelredner. Angehörige aller Schichten der Wittenberger Bevölkerung strömten zu seinen Predigten und ein großer Teil der Studenten schrieb diese mit, so dass mehr als 200 im Druck verbreitet wurden. Diese beinhalten eine tiefe Wärme und Innigkeit, zeigen einen süßlichen Ton und eine spielerische Rhetorik, wobei er gern die Allegorie zur Hilfe nahm. Um 1649 traten bei Röber Anzeichen von Gedächtnisschwäche auf, die seine Tätigkeit gänzlich lahmlegte. Nachdem er als Assessor des Wittenberger Konsistoriums gewirkt hatte, mehrfach Dekan der theologischen Fakultät geworden war, starb er an den Folgen seiner Demenz am 18. März 1651.

## Familie
Am 30. August 1614 heiratete er Maria (* 4. Januar 1599 in Halle (Saale); † 14. Oktober 1677 in Gut Karsdorf), die Tochter des Magdeburger Dompredigers  Philipp Hahn und dessen Frau Barbara, die Tochter des Schöffen in Halle Casper Ludwiger. Aus dieser Ehe stammen sechs Kinder. Von diesen ist bekannt:
- Christina Dorothea Röber (* 18. Dezember 1620 in Halle), heiratet am 17. Juli 1638 den Professor für Theologie Jacob Weller
- Paul Christian Röber (~ 15. September 1602 in Halle (Saale); † 1. Dezember 1602 ebenda)
- Philippina Barbara Röber (* 18. Oktober 1624 in Halle (Saale); † 19. Januar 1625 ebenda)
- Sophia Elisabeth Röber (* 1. Dezember 1630 in Wittenberg; † 13. Juli 1631 ebenda)
- Paul Philipp Röber (* 21. oder 22. Juli 1632 in Wittenberg; † 7. September 1696 in Freiberg, Sachsen) Dr. der Theologie und Superintendent in Freiberg
- Maria Christina Röber (* 1. November 1635 in Wittenberg † vor 1677) verh. mit dem Meißner Juristen Franz Herrmann

## Werke (Auswahl)
Bücher
- Tract. Quo electores, principipes ac status protestantium causas exponunt declinati concilii.
- Tritendini. Wittenberg 1673
- Collegium theologium. 1630
- De mysterio Trinitatis ex Vet. & N.T. demonstrato. 1650
- De autoritate S. Scriptuarae. Wittenberg 1629
- Thema gensthliacum Jesuli. Halle 1616

Predigten
- Christliche Oster-Gedanken. Halle 1616.
- Weyhnachts-Predigten aus Es. IX. Halle 1616.
- Schöne Gemählde aus Luc. XIV. Halle 1618.
- Wolmirstedische Weyhnachten. Magdeburg 1619.
- 3 Jubel-Predigten. Halle 1618.
- Hallische Landtags-Predigt. Halle 1621.
- Evangelische Brautwagen, vom reichen Mann und armen Lazaro. Wittenberg 1622.
- Zwo Hauptschalen des güldenen Leuchters.
- Gastpredigt in Leipzig gehalten. Wittenberg 1633.
- Ruhm des heiligen Ehestandes. Wittenberg 1625.
- Pfingstkeyerlich Halsgeschmeid und Glaubens-Kette. Wittenberg 1630.
- Betrachtungen vom heiligen Abendmahl und brüderlicher Versöhnlichkeit. Halle 1617.
- Leichenpredigten in 3 Theilen. Frankfurt 1617.
- Centuria suneralium singularis, oder 100 Christliche Leichenpredigten. Frankfurt 1658, 1662.
- 30 auserlesenen Zeitpredigten. Frankfurt 1658.
- Ungleiche Hoffarbe der Braut, Christi und Satans dieser Welt. Frankfurt.